# Švédská ženská florbalová reprezentace

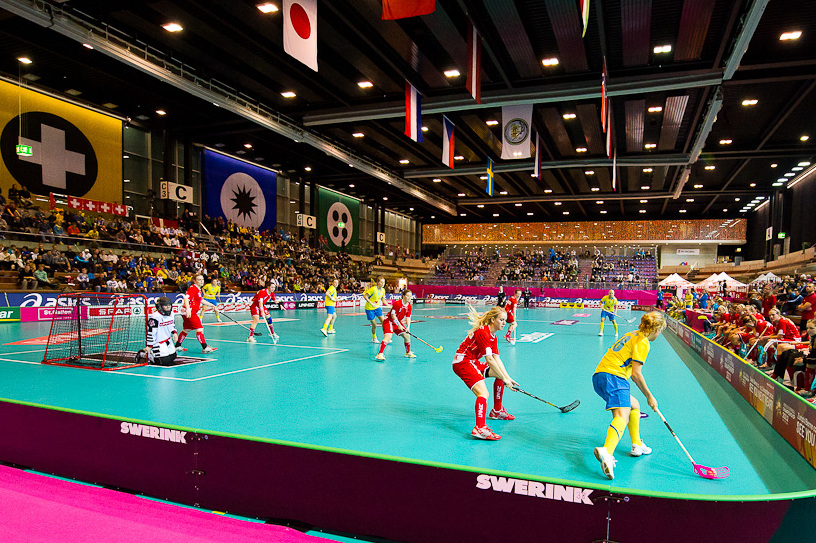
Švédský tým (v žluto-modrém) v zápase proti Dánsku na Mistrovství světa 2011

Švédská ženská florbalová reprezentace je národní florbalový tým Švédska. To je zakládajícím členem Mezinárodní florbalové federace.

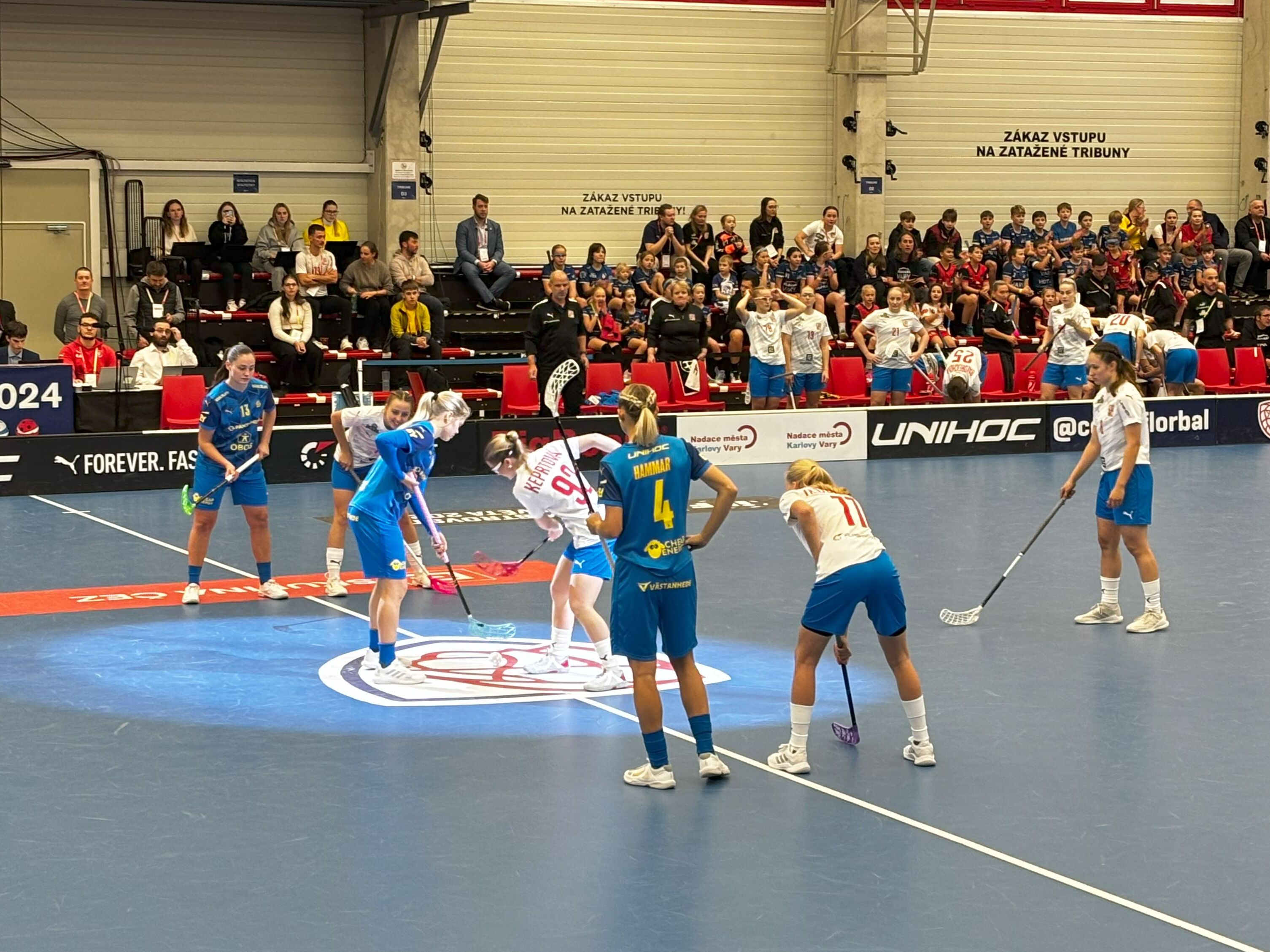
Hráčky švédské reprezentace (v modrém) v zápase proti Česku na Euro Floorball Tour 2024

Tým získal titul na Mistrovství Evropy v roce 1995 a jedenáct titulů na mistrovstvích světa v letech 1997, 2003 a 2007 až 2023, tedy mimo jiné na všech devíti posledních šampionátech. Švédky získaly medaili na každém mistrovství Evropy i světa. Jsou tak nejúspěšnější florbalovou reprezentací, úřadujícím mistrem světa a prvním týmem žebříčku IFF. Na světovém šampionátu švédský výběr prohrál naposledy v roce 2005.

## Bilance s Českem

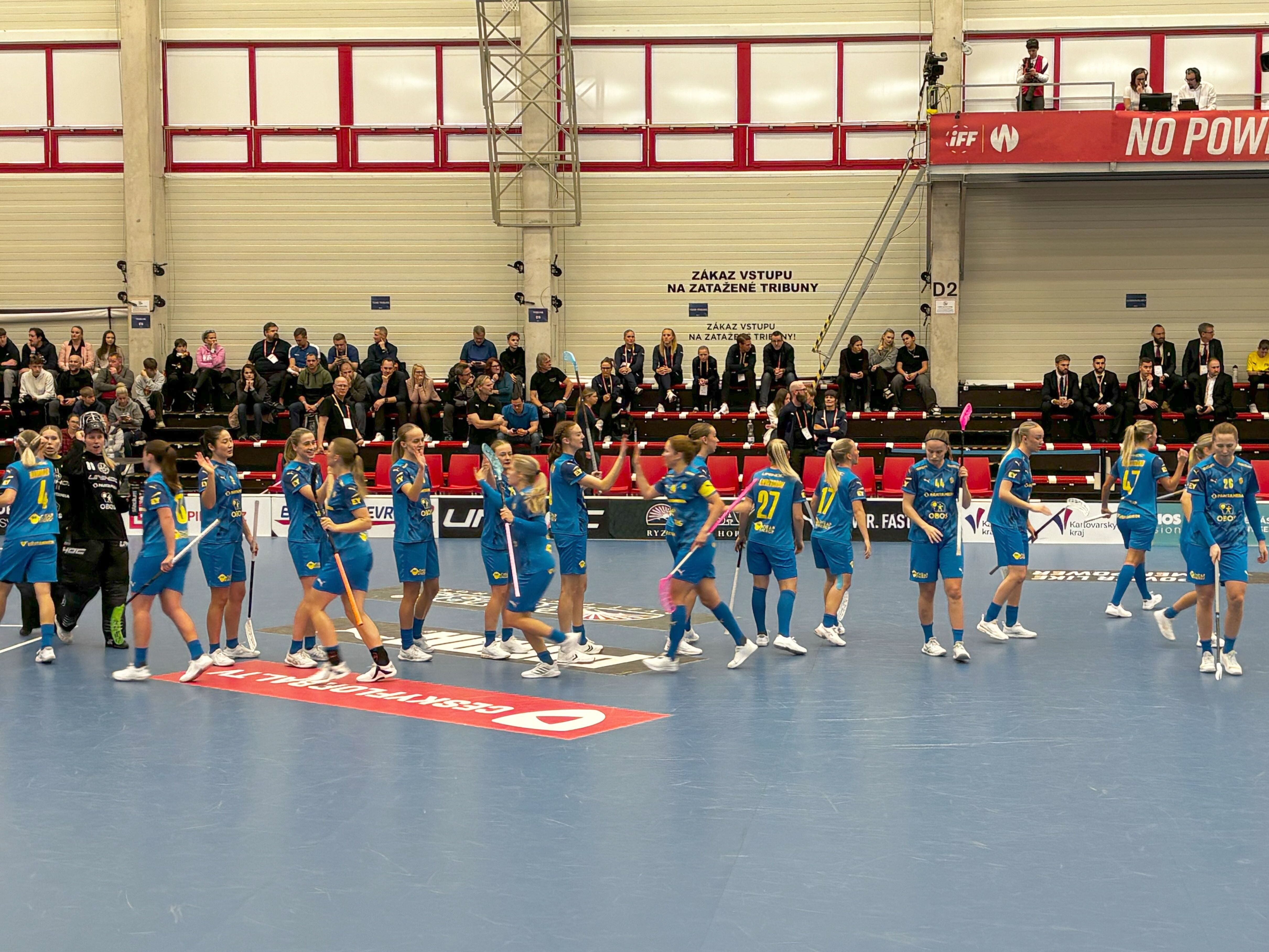
Švédský tým slaví gól v zápase proti Česku na Euro Floorball Tour 2024

K listopadu 2023 Švédsko vyhrálo téměř všechny z dosavadních více než 40 zápasů proti české reprezentaci, s výjimkou jedné prohry v 38. vzájemném utkání na Euro Floorball Tour v Ústí nad Labem v září 2023 a remízy také na EFT v roce 2008. Na mistrovství světa se Švédsko s Českem střetlo (a porazilo ho) šestkrát ve skupině a dvakrát v semifinále play-off (2013 a 2017).

## Umístění

### Mistrovství Evropy
| Turnaj | Místo     | Umístění | Rozhodující zápas |
| ------ | --------- | -------- | ----------------- |
| 1995   | Švýcarsko | 1.       | Norsko 8 : 2      |

### Mistrovství světa
| Turnaj | Místo     | Umístění | Rozhodující zápas |
| ------ | --------- | -------- | ----------------- |
| 1997   | Finsko    | 1.       | Finsko 4 : 2      |
| 1999   | Švédsko   | 3.       | Norsko 5 : 1      |
| 2001   | Lotyšsko  | 2.       | Finsko 0 : 2      |
| 2003   | Švýcarsko | 1.       | Švýcarsko 8 : 1   |
| 2005   | Singapur  | 3.       | Norsko 15 : 1     |
| 2007   | Dánsko    | 1.       | Finsko 7 : 3      |
| 2009   | Švédsko   | 1.       | Švýcarsko 6 : 2   |
| 2011   | Švýcarsko | 1.       | Finsko 4 : 2      |
| 2013   | Česko     | 1.       | Finsko 5 : 1      |
| 2015   | Finsko    | 1.       | Finsko 5 : 4pn    |
| 2017   | Slovensko | 1.       | Finsko 6 : 5pn    |
| 2019   | Švýcarsko | 1.       | Švýcarsko 3 : 2pp |
| 2021   | Švédsko   | 1.       | Finsko 4 : 3pp    |
| 2023   | Singapur  | 1.       | Finsko 6 : 4      |

## Známé reprezentantky
- Anna Wijková (2009, 2011, 2013, 2015, 2017, 2019)
- Maja Viströmová (2021, 2023)